# Crimée (Métro Paris)

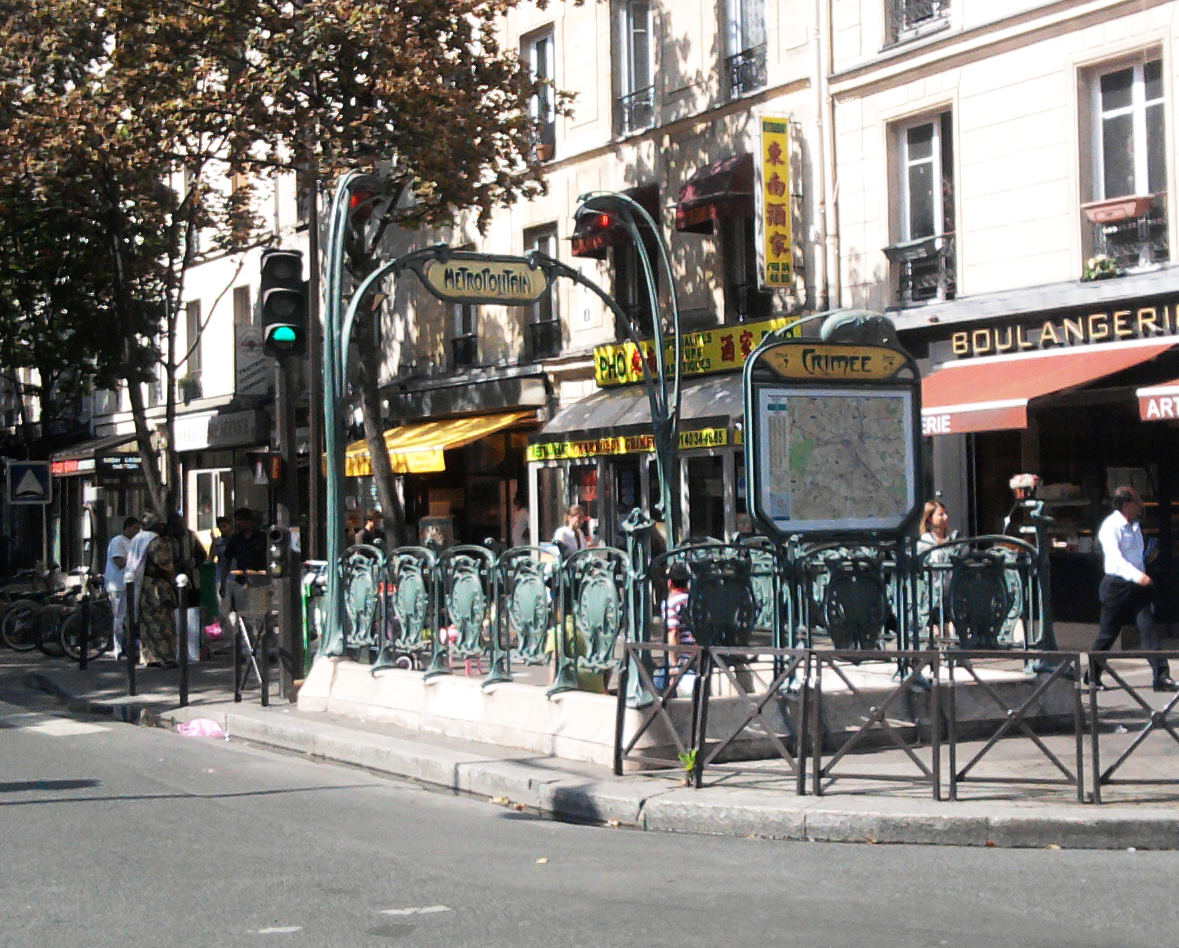
Zugang an der Rue Mathis

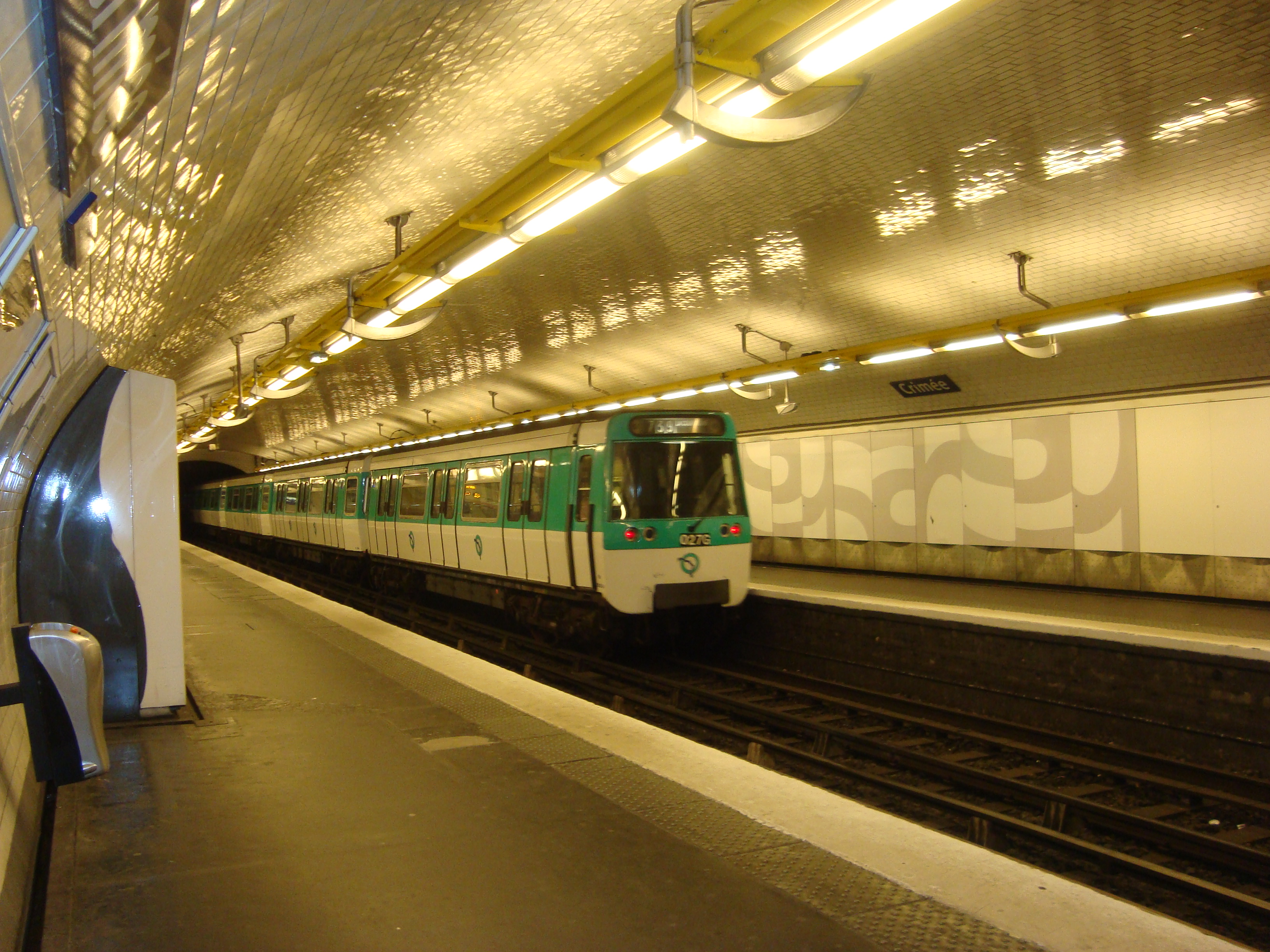
Nach La Courneuve – 8 Mai 1945 ausfahrender Zug der Baureihe MF 77

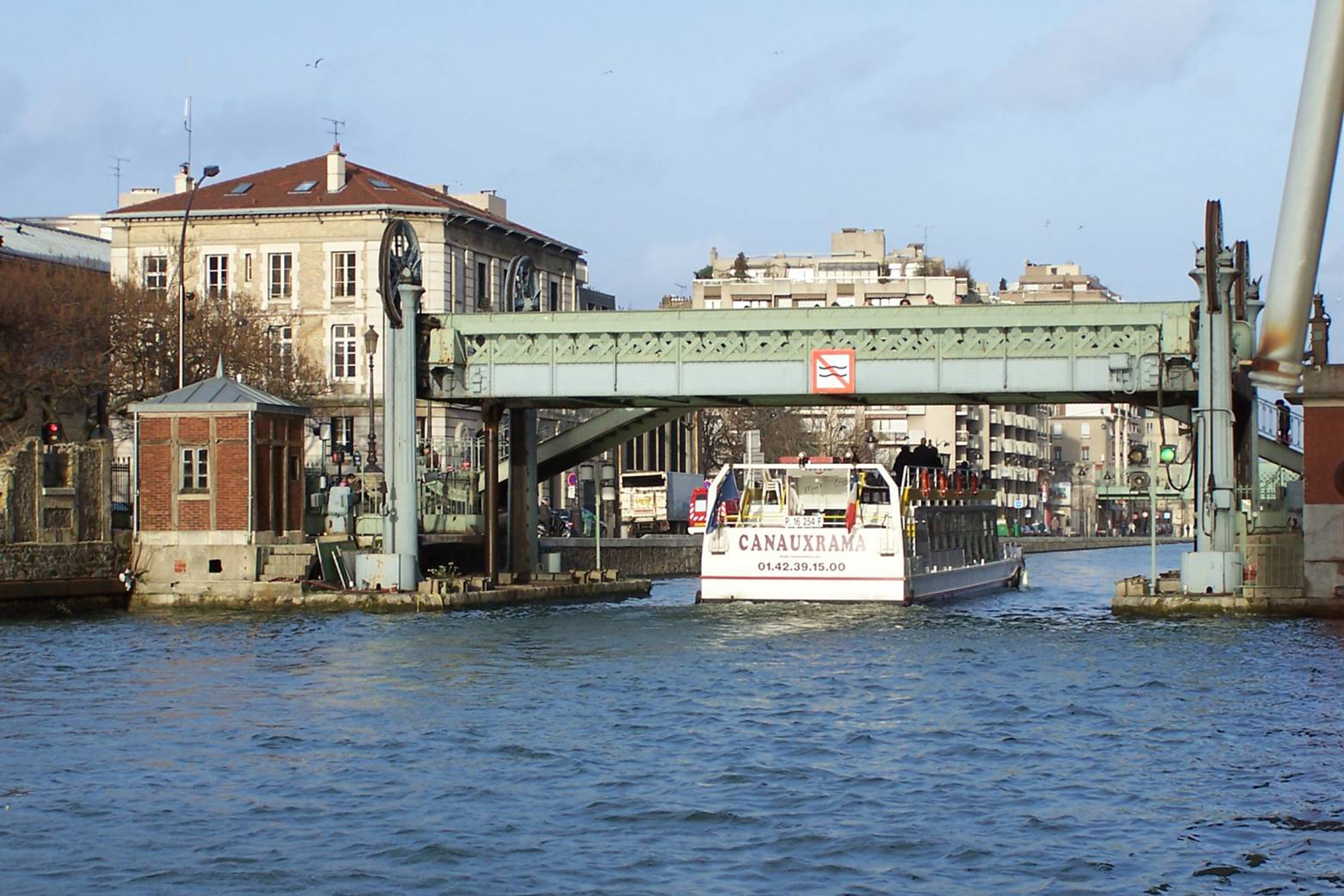
Hubbrücke über den Canal de l’Ourcq

Der U-Bahnhof Crimée [kʁime] ist eine unterirdische Station der Linie 7 der Pariser Métro.

## Lage
Die Station befindet sich im Quartier de la Villette des 19. Arrondissements von Paris. Sie liegt längs unter der Avenue de Flandre nördlich der kreuzenden Rue de Crimée.

## Name
Namengebend ist die Rue de Crimée. Die Krim (fr: Crimée) ist eine Halbinsel im nördlichen Schwarzen Meer. Im Zuge des Krimkriegs standen sich 1855/56 dort französische und russische Truppen gegenüber.

## Geschichte und Beschreibung
Die Station wurde am 5. November 1910 in Betrieb genommen, als der erste Abschnitt der Linie 7 von Opéra bis Porte de la Villette eröffnet wurde.
Sie liegt unter einem elliptischen Gewölbe, die Seitenwände folgen der Krümmung der Ellipse. Die Decke und die Wände sind weiß gefliest. Mit 75 m weist sie die ursprüngliche Pariser Standardlänge, ausreichend für Fünf-Wagen-Züge, auf. Die beiden Streckengleise werden von zwei Seitenbahnsteigen flankiert.
Der Zugang an der Einmündung der Rue Mathis weist das von Hector Guimard entworfene Art-nouveau-Dekor auf.
Zwischen 1911 und 1967 teilte sich die Linie 7 ab dem U-Bahnhof Louis Blanc, wobei die von Süden kommenden Züge abwechselnd einen der beiden Äste befuhren. Die Station Crimée wurde daher nur von jedem zweiten Zug der Linie angefahren. Dieser Zustand dauerte bis zum 3. Dezember 1967, als der östliche Ast zur eigenständigen Linie 7bis wurde.

## Fahrzeuge
Auf der Linie 7 verkehren konventionelle Züge, die auf Stahlschienen laufen. Bis 1971 waren es grün lackierte Fahrzeuge der Bauart Sprague-Thomson, die für die folgenden acht Jahre durch die Baureihe MF 67 abgelöst wurden. 1979 wurden letztere durch Fünf-Wagen-Züge der Baureihe MF 77 ersetzt.

## Umgebung
- Hubbrücke Pont levant de la rue de Crimée über den Canal de l’Ourcq an dessen Mündung in das Bassin de la Villette

## Sonstiges
Am 1. April 2016 hieß die Station kurzzeitig „Châtiment“ – ein Aprilscherz der RATP: Hommage an Fjodor Dostojewski, Autor des Romans Crime et Châtiment (Schuld und Sühne).